# Élections législatives de 1978 dans le Finistère
Les élections législatives françaises de 1978 se déroulent les 12 et 19 mars 1978. Dans le département du Finistère, huit députés sont à élire dans le cadre de huit circonscriptions.

## Élus
| Circonscription | Député sortant                               | Parti | Parti | Député élu ou réélu | Parti | Parti    |
| --------------- | -------------------------------------------- | ----- | ----- | ------------------- | ----- | -------- |
| 1re             | Marc Bécam                                   |       | RPR   | Marc Bécam          |       | RPR      |
| 2e              | Michel de Bennetot                           |       | RPR   | Eugène Bérest       |       | UDF (PR) |
| 3e              | Gabriel de Poulpiquet                        |       | RPR   | Jean-Louis Goasduff |       | RPR      |
| 4e              | Jean-Claude Rohel suppléant de Pierre Lelong |       | RI    | Marie Jacq          |       | PS       |
| 5e              | Yves Michel                                  |       | RPR   | Charles Miossec     |       | RPR      |
| 6e              | Jean Crenn suppléant de Suzanne Ploux        |       | RPR   | Jean Crenn          |       | RPR      |
| 7e              | Guy Guermeur                                 |       | RPR   | Guy Guermeur        |       | RPR      |
| 8e              | Louis Le Pensec                              |       | PS    | Louis Le Pensec     |       | PS       |

## Résultats

### Résultats à l'échelle du département
| Parti          | Parti                              | Premier tour | Premier tour | Second tour | Second tour | Sièges |
| Parti          | Parti                              | Voix         | %            | Voix        | %           | Sièges |
| -------------- | ---------------------------------- | ------------ | ------------ | ----------- | ----------- | ------ |
|                | Rassemblement pour la République   | 161 656      | 33,45        | 152 711     | 36,20       | 5      |
|                | Union pour la démocratie française | 80 640       | 16,69        | 71 591      | 16,97       | 1      |
|                | Divers droite dont DC              | 23 075       | 4,77         | 14 857      | 3,52        | 0      |
|                | Majorité présidentielle            | 265 371      | 54,91        | 239 159     | 56,69       | 6      |
|                |                                    |              |              |             |             |        |
|                | Parti socialiste                   | 117 284      | 24,27        | 141 206     | 33,47       | 2      |
|                | Parti communiste français          | 73 478       | 15,21        | 41 501      | 9,84        | 0      |
|                | Union de la gauche                 | 190 762      | 39,47        | 182 707     | 43,31       | 2      |
|                |                                    |              |              |             |             |        |
|                | Union démocratique bretonne        | 10 604       | 2,19         |             |             | 0      |
|                | Extrême gauche (LO, LCR et UOPDP)  | 8 004        | 1,66         | 0           |             |        |
|                | Écologie 78                        | 2 977        | 0,62         | 0           |             |        |
|                | Parti socialiste unifié            | 4 047        | 0,84         | 0           |             |        |
|                | Parti des forces nouvelles         | 1 458        | 0,30         | 0           |             |        |
|                | Front national                     | 25           | 0,01         | 0           |             |        |
|                |                                    |              |              |             |             |        |
| Inscrits       | Inscrits                           | 580 076      | 100,00       | 500 270     | 100,00      | 8      |
| Abstentions    | Abstentions                        | 91 003       | 15,69        | 72 325      | 14,46       |        |
| Votants        | Votants                            | 489 073      | 84,31        | 427 945     | 85,54       |        |
| Blancs et nuls | Blancs et nuls                     | 5 825        | 1,19         | 6 079       | 1,42        |        |
| Exprimés       | Exprimés                           | 483 248      | 98,81        | 421 866     | 98,58       |        |

### Résultats par circonscription

#### Première circonscription (Quimper)
|                    | Marc Bécam sortant réélu | RPR            | 34 005 | 51,17  |  |  |  |
|                    | Bernard Poignant         | PS             | 14 513 | 21,84  |  |  |  |
|                    | Albert Hénot             | PCF            | 12 194 | 18,35  |  |  |  |
|                    | Lanig Le Dilosquer       | PSU (FAB)      | 1 572  | 2,36   |  |  |  |
|                    | Jean Guillou             | UDB            | 1 367  | 2,05   |  |  |  |
|                    | Maurice Le Dœuff         | PSD            | 1 193  | 1,79   |  |  |  |
|                    | Hubert Sanguinette       | LO             | 1 079  | 1,62   |  |  |  |
|                    | Jean-François Guiavarc'h | UOPDP          | 530    | 0,79   |  |  |  |
|                    |                          |                |        |        |  |  |  |
| Inscrits           | Inscrits                 | Inscrits       | 79 422 | 100,00 |  |  |  |
| Abstentions        | Abstentions              | Abstentions    | 11 953 | 15,05  |  |  |  |
| Votants            | Votants                  | Votants        | 67 469 | 84,95  |  |  |  |
| Blancs et nuls     | Blancs et nuls           | Blancs et nuls | 1 016  | 1,51   |  |  |  |
| Exprimés           | Exprimés                 | Exprimés       | 66 453 | 98,49  |  |  |  |
| Source : Data.gouv |                          |                |        |        |  |  |  |

#### Deuxième circonscription (Brest)
| Candidat                                                | Candidat                   | Parti          | Premier tour | Premier tour | Second tour | Second tour |  |
| Candidat                                                | Candidat                   | Parti          | Voix         | %            | Voix        | %           |  |
| ------------------------------------------------------- | -------------------------- | -------------- | ------------ | ------------ | ----------- | ----------- |  |
|                                                         | Francis Le Blé             | PS             | 25 542       | 29,84        | 43 553      | 49,61       |  |
|                                                         | Eugène Bérest élu          | UDF (PR)       | 21 057       | 24,60        | 44 229      | 50,38       |  |
|                                                         | Michel de Bennetot sortant | RPR            | 19 364       | 22,62        | Retrait     | Retrait     |  |
|                                                         | Louis Le Roux              | PCF            | 11 864       | 13,86        |             |             |  |
|                                                         | Roger Leprohon             | UDB            | 2 186        | 2,55         |             |             |  |
|                                                         | Jean-Pol Kerbaol           | Divers droite  | 1 954        | 2,28         |             |             |  |
|                                                         | Paul Tréguer               | PSU (FAB)      | 1 385        | 1,62         |             |             |  |
|                                                         | Jacques Buisson            | PFN            | 740          | 0,60         |             |             |  |
|                                                         | Dominique Guillard         | LO             | 674          | 0,79         |             |             |  |
|                                                         | André Fichaut              | LCR            | 455          | 0,53         |             |             |  |
|                                                         | Fernand Moysan             | UOPDP          | 191          | 0,22         |             |             |  |
|                                                         | Joseph Le Corre            | Extrême gauche | 178          | 0,21         |             |             |  |
|                                                         |                            |                |              |              |             |             |  |
| Inscrits                                                | Inscrits                   | Inscrits       | 106 324      | 100,00       | 106 324     | 100,00      |  |
| Abstentions                                             | Abstentions                | Abstentions    | 19 871       | 18,69        | 17 650      | 16,6        |  |
| Votants                                                 | Votants                    | Votants        | 86 453       | 81,31        | 88 674      | 83,4        |  |
| Blancs et nuls                                          | Blancs et nuls             | Blancs et nuls | 863          | 1            | 892         | 1,01        |  |
| Exprimés                                                | Exprimés                   | Exprimés       | 85 590       | 99           | 87 782      | 98,99       |  |
| Source : Data.gouv et Sud Ouest du 21 mars 1978, page 6 |                            |                |              |              |             |             |  |

#### Troisième circonscription (Landerneau)
| Candidat                                                | Candidat                | Parti          | Premier tour | Premier tour | Second tour | Second tour |  |
| Candidat                                                | Candidat                | Parti          | Voix         | %            | Voix        | %           |  |
| ------------------------------------------------------- | ----------------------- | -------------- | ------------ | ------------ | ----------- | ----------- |  |
|                                                         | Jean-Louis Goasduff élu | RPR            | 25 518       | 38,65        | 43 554      | 67,12       |  |
|                                                         | Alphonse Arzel          | UDF (PR)       | 18 906       | 28,63        | Retrait     | Retrait     |  |
|                                                         | Roger Abalain           | PS             | 12 146       | 18,39        | 21 337      | 32,88       |  |
|                                                         | Guy Liziar              | PCF            | 5 402        | 8,18         |             |             |  |
|                                                         | René L'Hostis           | UDB            | 2 302        | 3,48         |             |             |  |
|                                                         | Alain Daune             | LO             | 1 031        | 1,56         |             |             |  |
|                                                         | Christian Le Pêcheur    | PFN            | 718          | 1,09         |             |             |  |
|                                                         |                         |                |              |              |             |             |  |
| Inscrits                                                | Inscrits                | Inscrits       | 77 332       | 100,00       | 77 311      | 100,00      |  |
| Abstentions                                             | Abstentions             | Abstentions    | 10 441       | 13,5         | 11 127      | 14,39       |  |
| Votants                                                 | Votants                 | Votants        | 66 891       | 86,5         | 66 184      | 85,61       |  |
| Blancs et nuls                                          | Blancs et nuls          | Blancs et nuls | 868          | 1,3          | 1 293       | 1,95        |  |
| Exprimés                                                | Exprimés                | Exprimés       | 66 023       | 98,7         | 64 891      | 98,05       |  |
| Source : Data.gouv et Sud Ouest du 21 mars 1978, page 6 |                         |                |              |              |             |             |  |

#### Quatrième circonscription (Morlaix)
| Candidat                                                | Candidat                  | Parti          | Premier tour | Premier tour | Second tour | Second tour |  |
| Candidat                                                | Candidat                  | Parti          | Voix         | %            | Voix        | %           |  |
| ------------------------------------------------------- | ------------------------- | -------------- | ------------ | ------------ | ----------- | ----------- |  |
|                                                         | Marie Jacq élue           | PS             | 14 851       | 27,85        | 27 873      | 50,46       |  |
|                                                         | Jean-Claude Rohel sortant | UDF (PR)       | 14 611       | 27,40        | 27 362      | 49,54       |  |
|                                                         | Jean Mazéas               | RPR            | 10 695       | 20,06        | Retrait     | Retrait     |  |
|                                                         | Alain David               | PCF            | 9 185        | 17,23        | Retrait     | Retrait     |  |
|                                                         | François de Beaulieu      | Écologie 78    | 1 483        | 2,78         |             |             |  |
|                                                         | Michel Marzin             | PSU (FAB)      | 1 090        | 2,04         |             |             |  |
|                                                         | Claude Le Luc             | UDB            | 749          | 1,40         |             |             |  |
|                                                         | Jean-Louis Ajzenberg      | LO             | 374          | 0,70         |             |             |  |
|                                                         | Milio Corre               | UOPDP          | 252          | 0,47         |             |             |  |
|                                                         | Laurent Jules             | FN             | 25           | 0,04         |             |             |  |
|                                                         |                           |                |              |              |             |             |  |
| Inscrits                                                | Inscrits                  | Inscrits       | 62 523       | 100,00       | 62 509      | 100,00      |  |
| Abstentions                                             | Abstentions               | Abstentions    | 8 720        | 13,95        | 6 770       | 10,83       |  |
| Votants                                                 | Votants                   | Votants        | 53 803       | 86,05        | 55 739      | 89,17       |  |
| Blancs et nuls                                          | Blancs et nuls            | Blancs et nuls | 488          | 0,91         | 504         | 0,9         |  |
| Exprimés                                                | Exprimés                  | Exprimés       | 53 315       | 99,09        | 55 235      | 99,1        |  |
| Source : Data.gouv et Sud Ouest du 21 mars 1978, page 6 |                           |                |              |              |             |             |  |

#### Cinquième circonscription (Landivisiau)
| Candidat                                                | Candidat             | Parti                      | Premier tour | Premier tour | Second tour | Second tour |  |
| Candidat                                                | Candidat             | Parti                      | Voix         | %            | Voix        | %           |  |
| ------------------------------------------------------- | -------------------- | -------------------------- | ------------ | ------------ | ----------- | ----------- |  |
|                                                         | Charles Miossec élu  | RPR                        | 17 444       | 32,12        | 25 889      | 46,94       |  |
|                                                         | Pierre Le Roy        | Divers droite (Maj. prés.) | 13 394       | 24,40        | 14 857      | 26,94       |  |
|                                                         | André Cabon          | PS                         | 9 998        | 18,41        | 14 408      | 26,12       |  |
|                                                         | Vincent de Penanster | PRV                        | 5 297        | 9,75         |             |             |  |
|                                                         | André Le Gac         | PCF                        | 3 677        | 6,77         |             |             |  |
|                                                         | Marguerite Colin     | CDS                        | 3 316        | 6,11         |             |             |  |
|                                                         | Jean Gaudin          | LO                         | 1 183        | 2,18         |             |             |  |
|                                                         |                      |                            |              |              |             |             |  |
| Inscrits                                                | Inscrits             | Inscrits                   | 64 202       | 100,00       | 63 889      | 100,00      |  |
| Abstentions                                             | Abstentions          | Abstentions                | 9 100        | 14,17        | 8 336       | 13,05       |  |
| Votants                                                 | Votants              | Votants                    | 55 102       | 85,83        | 55 553      | 86,95       |  |
| Blancs et nuls                                          | Blancs et nuls       | Blancs et nuls             | 793          | 1,44         | 399         | 0,72        |  |
| Exprimés                                                | Exprimés             | Exprimés                   | 54 309       | 98,56        | 55 154      | 99,28       |  |
| Source : Data.gouv et Sud Ouest du 21 mars 1978, page 6 |                      |                            |              |              |             |             |  |

#### Sixième circonscription (Châteaulin)
| Candidat                                                | Candidat                    | Parti              | Premier tour | Premier tour | Second tour | Second tour |  |
| Candidat                                                | Candidat                    | Parti              | Voix         | %            | Voix        | %           |  |
| ------------------------------------------------------- | --------------------------- | ------------------ | ------------ | ------------ | ----------- | ----------- |  |
|                                                         | Jean Crenn sortant réélu    | RPR                | 13 594       | 26,12        | 30 073      | 57,15       |  |
|                                                         | Jean-Pierre Jeudy           | PCF                | 12 529       | 24,07        | 22 543      | 42,84       |  |
|                                                         | Albert Quéré                | PS                 | 8 101        | 15,56        | Retrait     | Retrait     |  |
|                                                         | Jacques Le Guyader-Desprées | UDF (PR)           | 7 325        | 14,46        |             |             |  |
|                                                         | Jean Hourmant               | Divers droite      | 7 378        | 14,17        |             |             |  |
|                                                         | Fañch Morvannou             | UDB                | 1 793        | 3,44         |             |             |  |
|                                                         | Jean-Pierre Romanet         | LO                 | 777          | 1,49         |             |             |  |
|                                                         | Jean-Bernard Abribat        | Divers droite (DC) | 349          | 0,67         |             |             |  |
|                                                         |                             |                    |              |              |             |             |  |
| Inscrits                                                | Inscrits                    | Inscrits           | 62 875       | 100,00       | 62 870      | 100,00      |  |
| Abstentions                                             | Abstentions                 | Abstentions        | 10 217       | 16,25        | 9 113       | 14,49       |  |
| Votants                                                 | Votants                     | Votants            | 52 658       | 83,75        | 53 757      | 85,51       |  |
| Blancs et nuls                                          | Blancs et nuls              | Blancs et nuls     | 612          | 1,16         | 1 141       | 2,12        |  |
| Exprimés                                                | Exprimés                    | Exprimés           | 52 046       | 98,84        | 52 616      | 97,88       |  |
| Source : Data.gouv et Sud Ouest du 21 mars 1978, page 6 |                             |                    |              |              |             |             |  |

#### Septième circonscription (Douarnenez)
| Candidat                                                | Candidat                   | Parti          | Premier tour | Premier tour | Second tour | Second tour |  |
| Candidat                                                | Candidat                   | Parti          | Voix         | %            | Voix        | %           |  |
| ------------------------------------------------------- | -------------------------- | -------------- | ------------ | ------------ | ----------- | ----------- |  |
|                                                         | Guy Guermeur sortant réélu | RPR            | 18 632       | 39,48        | 27 980      | 59,61       |  |
|                                                         | Michel Mazéas              | PCF            | 10 111       | 21,42        | 18 958      | 40,39       |  |
|                                                         | Pierre Stéphan             | UDF (CDS)      | 8 735        | 18,51        | Retrait     | Retrait     |  |
|                                                         | Erwan Guéguen              | PS             | 6 857        | 14,53        |             |             |  |
|                                                         | Jean Moalic                | Écologie 78    | 1 494        | 3,16         |             |             |  |
|                                                         | Jean-Alain Le Goff         | UDB            | 870          | 1,84         |             |             |  |
|                                                         | Marie Bernat               | LO             | 495          | 1,05         |             |             |  |
|                                                         |                            |                |              |              |             |             |  |
| Inscrits                                                | Inscrits                   | Inscrits       | 57 310       | 100,00       | 57 295      | 100,00      |  |
| Abstentions                                             | Abstentions                | Abstentions    | 9 687        | 16,9         | 9 100       | 15,88       |  |
| Votants                                                 | Votants                    | Votants        | 47 623       | 83,1         | 48 195      | 84,12       |  |
| Blancs et nuls                                          | Blancs et nuls             | Blancs et nuls | 429          | 0,9          | 1 257       | 2,61        |  |
| Exprimés                                                | Exprimés                   | Exprimés       | 47 194       | 99,1         | 46 938      | 97,39       |  |
| Source : Data.gouv et Sud Ouest du 21 mars 1978, page 6 |                            |                |              |              |             |             |  |

#### Huitième circonscription (Concarneau - Quimperlé)
| Candidat                                                | Candidat                      | Parti          | Premier tour | Premier tour | Second tour | Second tour |  |
| Candidat                                                | Candidat                      | Parti          | Voix         | %            | Voix        | %           |  |
| ------------------------------------------------------- | ----------------------------- | -------------- | ------------ | ------------ | ----------- | ----------- |  |
|                                                         | Louis Le Pensec sortant réélu | PS             | 25 276       | 43,34        | 34 035      | 57,44       |  |
|                                                         | Job Tanguy                    | RPR            | 22 404       | 38,41        | 25 215      | 42,56       |  |
|                                                         | Michel Lann                   | PCF            | 8 516        | 14,60        |             |             |  |
|                                                         | Paul Guéguéniat               | UDB            | 1 337        | 2,29         |             |             |  |
|                                                         | Cyril Le Bail                 | LO             | 785          | 1,34         |             |             |  |
|                                                         |                               |                |              |              |             |             |  |
| Inscrits                                                | Inscrits                      | Inscrits       | 70 088       | 100,00       | 70 072      | 100,00      |  |
| Abstentions                                             | Abstentions                   | Abstentions    | 11 043       | 15,76        | 10 229      | 14,6        |  |
| Votants                                                 | Votants                       | Votants        | 59 045       | 84,24        | 59 843      | 85,4        |  |
| Blancs et nuls                                          | Blancs et nuls                | Blancs et nuls | 727          | 1,23         | 593         | 0,99        |  |
| Exprimés                                                | Exprimés                      | Exprimés       | 58 318       | 98,77        | 59 250      | 99,01       |  |
| Source : Data.gouv et Sud Ouest du 21 mars 1978, page 6 |                               |                |              |              |             |             |  |